# چشمه ولد
چشمه ولد، روستایی از توابع بخش مرکزی شهرستان اسدآباد در استان همدان ایران است.

## جمعیت
این روستا در دهستان چهاردولی قرار دارد و براساس سرشماری مرکز آمار ایران در سال ۱۳۸۵، جمعیت آن ۵۴ نفر (۱۴خانوار) بوده‌است.